# Olle Westberg i Hofors
Hans-Olov (Olle) Westberg, född 4 september 1926 i Hofors, död där 14 maj 2013, var en svensk svarvare och politiker (socialdemokrat).
Westberg var ledamot av riksdagens andra kammare 1969-1970 i Gävleborgs läns valkrets och var därefter ledamot av enkammarriksdagen 1971-1988.